# Andreas Lang (Curler)
Andreas „Al“ Lang (* 26. April 1979 in Villingen-Schwenningen) ist ein ehemaliger deutscher Curler.

## Karriere
Lang kam 1995 über ein Schulprojekt zum Curlingsport und begann seine erfolgreiche Karriere beim Curling Club Schwenningen. Als Skip der Junioren wurde er in den Jahren 1998 und 2000 deutscher Vize-Meister, 1999 Deutscher Meister. Die Herren-Mannschaft des CC Schwenningen führte er 2001 zum Deutschen Vize- und 2003 zum Deutschen Meister.
Auf Grund eines Ausland-Semesters in Kanada während seines Studiums und der damit verbundenen Abwesenheit 2005, wechselte er nach seiner Rückkehr im Jahr 2006 zum Team um Andreas Kapp beim Curling Club Füssen. Neben weiteren nationalen Erfolgen – Deutscher Meister 2007 und 2008, wurde das Team Vize-Weltmeister bei der Weltmeisterschaft 2007 im kanadischen Edmonton.
Lang spielte seine ersten Olympischen Winterspiele 2010 in Vancouver. Die Mannschaft belegte den sechsten Platz.
Bei der Weltmeisterschaft 2011 trat das „Team Kapp“ zum letzten Mal gemeinsam an. Nach dem Ausscheiden von Skip Andreas Kapp und Holger Höhne wurde Lang Skip im neuen „Team Allgäu“. Weitere Teammitglieder waren Daniel Neuner (Lead), Markus Messenzehl (Second), Daniel Herberg (Third) und Andreas Kempf (Alternate).
Mit der Teilnahme an der Curling-Europameisterschaft 2012 bestritten Lang und sein neues Team das erste internationale Turnier. Mit dem völlig enttäuschenden neunten Platz von zehn Teilnehmern, stieg die deutsche Mannschaft erstmals aus der A-Gruppe ab und musste bei der kommenden Europameisterschaft in der B-Gruppe antreten.
Anfang 2013 verkündete er „Es wurde zuletzt immer schwerer, Sport, Beruf und Familie unter einen Hut zu bringen“ und damit sein Karriereende nach der Deutschen Meisterschaft.

## Privates
Lang lebt mit seiner Frau Karin in Alterschrofen, Gemeinde Schwangau im Ostallgäu. Er engagiert sich in der Nachwuchsförderung als Coach beim jährlichen Curling Sommer-Camp in Füssen, mit über 250 Teilnehmern, davon 120 Junioren/-innen aus der ganzen Welt.

## Berufliches
Lang studierte an der Hochschule in Karlsruhe Maschinenbau und schloss seinen Diplomingenieur erfolgreich mit 1,3 im Jahr 2006 ab. Während seiner Studienzeit hat er sich zwei Jahre mit dem Projekt einer Curling-Maschine befasst und eine „Curlingstein-Abgabemaschine“ entwickelt. Beruflich ist er in der Forschung tätig.

## Erfolge

### Erfolge National
- Deutscher Meister 2003, 2007, 2008
- Deutscher Vizemeister 2001

### Erfolge International
- 2. Platz Weltmeisterschaft 2007